# 拉维德奥赫达
拉维德奥赫达，是西班牙卡斯蒂利亚-莱昂帕伦西亚省的一个市镇。 总面积20平方公里，总人口132人（2001年），人口密度7人/平方公里。